# Лобектомија
Лобектомија је уклањања једног од режњева плућа, током  оперативне методе која се зове торакотомија. Изводи се када се проблем пронађе само у делу плућа, да би се након уклањања болешћу захваћеног режања преосталог здравог плућног ткива проширило и олакшало дисање (које може бити скоро нормално).
Адекватан постоперативни третман пацијента који је подвргнут лобектомији, у комбинацији са торакоспским приступом, промовише брзи напредак грудне хирургије.

## Историјa
Др Дејвис је извео прву  лобектомије 1913. године, али је пацијент умро недељу дана касније због постоперативне инфекције.
Прву успешну лобектомију (уклањање плућног режња) у Француској и Европи извео је у Безијеу (фр. Béziers) у Француској у региону Лангдок-Русијон, у департману Еро 1924. године признати хирург тога доба Пол Гибала (1873-1953, националног сарадника Хируршке академије од 1919). Он је ову операцију извео без примене савремене анестезије и антибиотика. Ова прва делимична аблација плућа која се увек наводи у класичним расправама, као пионирски подвиг изведена у малој болници у Безијеу, у коме се и пре сто година практиковала велика хирургија, коју су пратиле  бројне публикације.
После лобектомије следила је и првa пнеумонектомије (уклањање целог плућа) која је урађене 1930-их.
Временом су се хируршке вештине побољшале, а са побољшањем технике анестезије и контроле инфекције, лобектомија је постала распрострањенија са бољим исходима. Традиционално, лобектомија је користила класичну торакотомију, али са појавом видео торакоскопа (односно видео-асистиране торакоскопске хирургије, ВАТС) она је постала процедура избора.

## Релевантна анатомија
Код људи анатомски гледано у грудном кошу постоји пет плућних режњева:   
Три режња на десној страни (горњи, средњи и доњи)     
- Десни горњи режањчини : задњи сегмент (С2), апикални сегмент (С1) и предњи сегмент С3.
- Десни средњи режањ: латерални сегмент (С4) и медијални сегмент (С5).
- Десни доњи режањ: горњи сегмент (С6), медијални базални сегмент (С7), предњи базални сегмент (С8), латерални базални сегмент (С9) и задњи базални сегмент (С10).[тражи се извор]

Два режња на левој страни (горњи и доњи режњеви).
- Горњи леви режањ: апико-постериорни сегмент (С1+2) и предњи сегмент (С3). Лингуларна подела горњег левог режња: горњи сегмент (С4) и доњи сегмент (С5).
- Доњи леви режањ: горњи сегмент (С6), антеромедијални базални сегмент (С7+8), латерални базални сегмент (С9) и задњи базални сегмент (С10).

## Методе
Кандидат за лобектомију треба да има адекватну плућну резерву да би могао да толерише ресекцију. Преоперативна процена се фокусира на:
- кардиопулмоналну функцију,
- функционални статус пацијента,
- стратификацију постоперативног морталитета.

Десно је могуће извршити билобектомију, уклањањем и горњег и средњег режња (горња билобектомија) или и средњег и доњег режња (доња билобектомија).  
- Уклањање једног режња плућа
- Уклањање два режња плућа

Постоји неколико типава приступа који се користе за плућне лобектомије: 

### Торакотомија
Торакотомија, која се назива и отворена хирургија. У већини случајева, током лобектомије рез (на грудном кошу) се прави на нивоу захваћеног режња. Рез се најчешће прави на предњем делу грудног коша испод брадавице и обавија леђа испод лопатице. Кроз тако начињен рез хирург добија приступ грудној шупљини кроз раширена ребра, како би уклонио оболео режањ плућа.

### Торакоскопија
Торакоскопија или видео хирургија (ВАТС лобектомија). Ово је мање инвазивна процедура од класичне торакотомије. Код ове врсте операције користе се 3 или 4 мала реза уместо 1 великог реза. Кроз један од тако начињених резова (отвора) у грудну шупљину се умеће торакоскоп (цев са светлом и сићушном камером која шаље слике на екран рачунара) који приказује унутрашње органе на екрану. Поред торакоскопа користе се и други инструменти који се умећу кроз друге резове (отворе) за операцију.
Све већи број доказа је показао да је ВАТС лобектомија ефикасна и смањује стопе морталитета и морбидитета за оно што је постало препоручено као прва опција у раном стадијуму рака плућа и одабраним случајевима бенигних болести плућа.  Адекватан постоперативни третман пацијента који је подвргнут лобектомији, у комбинацији са ВАТС приступом, промовише брзи опоравак пацијента.

### Роботска хирургија
Роботска хирургија се данас доста користи у торакалној хирургији за патологије медијастинума, плућну патологију и у новије време сложену хирургију једњака.
Ова метода је слична торакоскопији, стом разликом што код ње хирург седи за конзолом поред пацијента и контролише роботске руке које обављају операцију. Поступак користи мање резове, тако да је после ове методе мање крварење, мања је шанса за инфекцију и бржи је опоравак.
Ови системи се првенствено користе за ресекцију плућа и медијастиналне масе. Овај минимално инвазивни приступ постао је алтернатива видео-потпомогнутој торакоскопској хирургији (ВАТС) и стандардној отвореној торакалној хирургији. Иако је видео-потпомогнута торакоскопска хирургији  јефтинија опција, приступ уз помоћ робота нуди предности као што су 3Д визуализације са седам степена слободе и побољшану манипулацију уз једнаке периоперативне резултате.
- Неки од приступа за плућну лобектомију
- Постеролатерална торакотомија.
- Латерална торакотомија.
- Положај троакара за предњи торакоскопски приступ.

## Индикације
Лобектомија се може урадити када се проблем пронађе у једном плућном режњу. Режањ се може уклонити како се болест не би проширила на друге режњеве (ово нпр. може бити случај са туберкулозом или одређеним врстама рака плућа). 
Здравствена стања грудног коша и плућа која се могу лечити лобектомијом укључују:

### Инфекције
- Туберкулоза (ТБ), хронична  бактеријска инфекција која често инфицира плућа.  Иако антитуберкулозни антибиотици остају стандардни третман за пацијенте са туберкулозом, одабрани пацијенти са локализованом болешћу или њеним компликацијама као што је велика шупљина, локализоване бронхиектазије могу се подвргнути лобектомији након оптималне медицинске терапије. Код ових пацијената лобектомије имају висок постоперативни морталитет и морбидитет и захтевају пажљиво праћење.[10]

- Апсцес плућа, накупљање гноја које се може формирати шупљину у плућима. Ако апсцес не нестане након употребе антибиотицима, можда ће бити потребна да се уклони лобектомијом.
- Гљивична инфекција, која расте у телу и изазва инфекцију плућа.

### Неинфективни процеси
- Емфизем, хроничну болест узрокована распадом еластичних влакана у плућима, која  отежава кретање плућа током дисања.
- Развојна аномалије као што су конгенитална бронхијална атрезија, плућна секвестрација, бронхогена циста, урођена цистична аденоматозна малформација индикације су за лобектомију.[11][12]

- Доброћудни (бенигни) тумор, јер може да притисне велике крвне судове и утиче на функцију других органа.
- Масивна хемоптиза због аспергилома, каријеса, АВ малформације и бронхиектазије се могу контролисати лобектомијом.
- Лобектомија у трауми је индикована код крварења из хиларних крвних судова или код хиларних повреда бронхија Код ових стања придружени морталитет је до 40%.[13]

### Рак
- Рак плућа, који може утицати на главне дисајне путеве плућа (бронхе), и захвата један или више режњева плућа, плућну марамицу или друго плућно ткиво, стандардан је хируршки присту. Ако злочудни рак плућа не лечи правовремено, може се проширити на друге делове тела. У том случају, лобектомија може понудити најбољу шансу за излечење и може бити једини третман који је потребан. Али лобектомија не помаже када се рак проширио на цела плућа или на друге делове тела.  Како је рак плућа најчешћи у десном горњем режњу, десна горња лобектомија је најчешћа процедура за рак плућа.[14]
- Друге мање уобичајене неопластичне индикације за лобектомију укључују мукоепидермоидне туморе, аденоидне цистичне туморе и саркоме. Лобектомија такође може бити опција код пацијената са локализованим плућним метастазама.

## Контраиндикације
Исход процедуре у великој мери зависи од избора пацијента. Информације о пацијентовој физиолошкој способности да толерише лобектомију помоћи ће да се ризик-стратификује као потенцијална оперативна кандидатура. Пацијенти са запремином форсираног издисаја у 1 секунди (ФЕВ1) мањим од 800 ml или дифузионим капацитетом угљен-моноксида мањим од 40% сматрају се високоризичним пацијентима. Овим пацијентима је боље понудитити суб-лобарну ресекцију или неоперативну терапију.
Ако је могуће, лобектомију такође треба избегавати код пацијената са недавним инфарктом миокарда и тешким кардиоваскуларним обољењима.Торакоскопску лобектомију такође треба избегавати код пацијената са туморима већим од 6 cm због техничких изазова.

## Компликације
Лобектомија је велика операција и има неке ризике, као што су:
- продужено цурење ваздуха (15% до 18%),
- поткожни емфизем,
- пнеумонија/зачепљење слузи/ателектаза (6%),
- емпиjем плеуре (1% до 3%),
- атријална фибрилација ( 33%),
- торзија десног средњег режња (0,09 до 0,4%),
- крварење (2,9%),
- хилоторакс (0,7% до 2%),
- повреда френичног нерва и рекурентна повреда ларингеалног нерва,
- инфекција ране,
- емболизација тумора (мање од 1%)
- веома ретко бронхоплеурална фистула.

Шансе за настанак проблема након лобектомије зависе од тога колико је пацијент уопште здрав, и колико је лекарски тим добро обучен и опремљен.
Инциденца компликација лобектомије зависи од етиологије, дијагнозе пацијента и ресецираног режња.  Компликације након лобектомије обично се јављају у раном постоперативном периоду (у року од 48 сати), за разлику од пнеумонектомије, која представља касне компликације због ризика од инфекције плеуралне течности.  Преглед Националне базе података о раку открио је да морталитет лобектомије износи 2,6%, а морбидитет од 10% до 50%, ризик од морталитета и коморбидитета се повећава код пацијената старијих од 75 година.